# Mistrzostwa Świata w Kolarstwie Torowym 2006
103. Mistrzostwa Świata w Kolarstwie Torowym 2006 odbyły się we francuskim Bordeaux w dniach 13 – 16 kwietnia 2006. W programie mistrzostw znalazło się sześć konkurencji dla kobiet: sprint, wyścig na dochodzenie wyścig punktowy, wyścig na 500 m, scratch i keirin oraz dziewięć konkurencji dla mężczyzn: sprint indywidualny, sprint drużynowy, wyścig na dochodzenie, wyścig punktowy, wyścig ze startu zatrzymanego, wyścig na 1 km, wyścig drużynowy na dochodzenie, madison, keirin i scratch.

## Medaliści

### Kobiety
| Konkurencja                         | Data             | Złoto             | Srebro             | Brąz            |
| ----------------------------------- | ---------------- | ----------------- | ------------------ | --------------- |
| 500 m ze startu zatrzymanego        | 13 kwietnia 2006 | Natalla Cylinska  | Anna Meares        | Lisandra Guerra |
| 3000 m indywidualnie na dochodzenie | 13 kwietnia 2006 | Sarah Hammer      | Olga Slusariewa    | Katie Mactier   |
| scratch                             | 16 kwietnia 2006 | María Luisa Calle | Gina Grain         | Olga Slusariewa |
| sprint indywidualny                 | 15 kwietnia 2006 | Natalla Cylinska  | Victoria Pendleton | Guo Shuang      |
| wyścig punktowy                     | 14 kwietnia 2006 | Vera Carrara      | Olga Slusariewa    | Gema Pascual    |
| keirin                              | 16 kwietnia 2006 | Christin Muche    | Clara Sanchez      | Guo Shuang      |

### Mężczyźni
| Konkurencja                       | Data             | Złoto                                                                        | Srebro                                                                           | Brąz                                                                                 |
| --------------------------------- | ---------------- | ---------------------------------------------------------------------------- | -------------------------------------------------------------------------------- | ------------------------------------------------------------------------------------ |
| wyścig punktowy                   | 13 kwietnia 2006 | Peter Schep                                                                  | Rafał Ratajczyk                                                                  | Wasil Kiryjenka                                                                      |
| sprint drużynowy                  | 13 kwietnia 2006 | Francja · Grégory Baugé · Mickaël Bourgain · Arnaud Tournant                 | Wielka Brytania · Jason Queally · Chris Hoy · Jamie Staff                        | Australia · Shane Perkins · Ryan Bayley · Shane Kelly                                |
| scratch                           | 15 kwietnia 2006 | Jérôme Neuville                                                              | Ángel Darío Colla                                                                | Joanis Tamuridis                                                                     |
| 4 km indywidualnie na dochodzenie | 14 kwietnia 2006 | Robert Bartko                                                                | Jens Mouris                                                                      | Paul Manning                                                                         |
| keirin                            | 14 kwietnia 2006 | Theo Bos                                                                     | José Antonio Escuredo                                                            | Arnaud Tournant                                                                      |
| 1 km ze startu zatrzymanego       | 14 kwietnia 2006 | Chris Hoy                                                                    | Ben Kersten                                                                      | François Pervis                                                                      |
| 4 km drużynowo na dochodzenie     | 15 kwietnia 2006 | Australia · Peter Dawson · Stephen Wooldridge · Mark Jamieson · Matthew Goss | Wielka Brytania · Paul Manning · Geraint Thomas · Robert Hayles · Steve Cummings | Ukraina · Wołodymyr Diudia · Roman Kononenko · Maksym Poliszczuk · Lubomyr Połatajko |
| madison                           | 16 kwietnia 2006 | Hiszpania · Joan Llaneras · Isaac Gálvez                                     | Ukraina · Lubomyr Połatajko · Wołodymyr Rybin                                    | Argentyna · Juan Curuchet · Walter Pérez                                             |
| sprint indywidualny               | 16 kwietnia 2006 | Theo Bos                                                                     | Craig MacLean                                                                    | Stefan Nimke                                                                         |

## Klasyfikacja medalowa
| Miejsce | Państwo           |   |   |   | Razem |
| ------- | ----------------- | - | - | - | ----- |
| 1.      | Holandia          | 3 | 1 | 0 | 4     |
| 2.      | Francja           | 2 | 1 | 2 | 5     |
| 3.      | Białoruś          | 2 | 0 | 1 | 3     |
|         | Niemcy            | 2 | 0 | 1 | 3     |
| 5.      | Wielka Brytania   | 1 | 4 | 1 | 6     |
| 6.      | Australia         | 1 | 2 | 2 | 5     |
| 7.      | Hiszpania         | 1 | 1 | 1 | 3     |
| 8.      | Kolumbia          | 1 | 0 | 0 | 1     |
|         | Stany Zjednoczone | 1 | 0 | 0 | 1     |
|         | Włochy            | 1 | 0 | 0 | 1     |
| 11.     | Rosja             | 0 | 2 | 1 | 3     |
| 12.     | Argentyna         | 0 | 1 | 1 | 2     |
|         | Ukraina           | 0 | 1 | 1 | 2     |
| 14.     | Kanada            | 0 | 1 | 0 | 1     |
|         | Polska            | 0 | 1 | 0 | 1     |
| 16.     | Chiny             | 0 | 0 | 2 | 2     |
| 17.     | Grecja            | 0 | 0 | 1 | 1     |
|         | Kuba              | 0 | 0 | 1 | 1     |